# 我部祖河食堂
我部祖河食堂（がぶそかしょくどう）は沖縄そばを提供する飲食店。「元祖・ソーキそば」ソーキそば発祥の地として現在に至る。本店は名護市我部祖河にあり、沖縄本島各地に支店がある。
通常の大衆食堂としてのメニューもあるが、その数は多くなく、もっぱら沖縄そば専門店に近い位置づけである。麺は自家工場で作られたやや細めの中太麺で、名物メニューのソーキそばではその上にソーキが大きく盛りつけられる。スープは豚骨と鰹節で取られており、極めてスッキリとした濃厚な味である。創業者の親族を中心にチェーン展開している。